# クバンランドグループ
クバンランドグループは、ノルウェーに本社を置く農業機械の製造・販売会社である。同社は、欧州を中心とした世界中の農家や農業機械ディーラーに、農業機械の開発、製造、販売などを手がける企業として知られる。現在は、土耕機、播種機、牧草作業機、ベール作業機、施肥機、防除機、農業用トラクターや機械の電装関係などを手がける農業機械専門メーカーである。 

## 会社の歴史
クバンランドグループは、1879年にOle Gabriel Kverneland（オーレ・ガブリエル・クバンランド）によって設立された。 1894年に有限会社となり、1920年代までに、特に鋤（プラウ）でのノルウェー最大の製造メーカーとなった。  。 同社は、1983年にオスロ証券取引所に上場するまで、家族経営であった。 1990年代半ばから、農業機械の他のメーカーの買収を繰り返し、拡大を図った。   
2010年、クバンランドグループは、新型ベーラー（芯巻きおよび側巻き）、ラッパー、新型ドラムモアの分野でイタリアのガリリアーニとの長期ジョイントベンチャーを設立。 2011年、中国の大慶に新しい組立工場を開設。 2012年に、日本国内で稲作農業機械最大手の株式会社クボタが、畑作分野を強化するため畑作用農業機械を手がけるクバンランドを買収し、完全子会社化した。 同時にクバンランドは、2012年5月にオスロ証券取引所から上場廃止となった。  
本社は、クバンランドの村であるノルウェーのクレップに位置する。従業員は、世界で約2400名を抱え、そのほとんどは欧州で雇用されている。クバンランドグループとしては、Kverneland（クバンランド）とVicon（ビコン）の2種類のブランドを取り扱う。

## 工場
- ノルウェー・クレップ（英語版）（プラウの製造）
- デンマーク・ケアデミネ（デンマーク語版）（牧草作業機の製造）
- ドイツ・ゾースト（播種機などの製造）
- フランス・レ・ランド＝ジュニュソン（フランス語版）（土耕機の製造）
- オランダ・ニュー・フェネップ（英語版）施肥機、防除機、電装関係の開発・製造）
- イタリア・ラヴェンナ（環境整備機などの製造）
- ロシア
- 中国・大慶
- フランス・メス（スペアパーツセンター）

## 販売
17か国に販売会社を持ち、さらに60か国に輸出している 。日本においては、Kvernelandブランドのモアコンディショナーを株式会社札幌オーバーシーズコンサルタントが、それ以外のKvenelandブランドとVICONブランドの全ての商品を株式会社ビコンジャパン が国内の総輸入代理店として輸入を行い、国内トラクターディーラーへと卸売販売をしている。 

## 参照資料
1. ↑  “About iM FARMING”. 2019年8月12日閲覧。
2. ↑  https://ien.kvernelandgroup.com/About-us/Kverneland-Group-in-Brief/History
3. ↑  https://ien.kvernelandgroup.com/About-us/Kverneland-Group-in-Brief/About-us